# Карбонара-ди-Нола
Карбонара-ди-Нола (итал. Carbonara di Nola) — коммуна в Италии, располагается в регионе Кампания, в провинции Неаполь.
Население составляет 2110 человек (2004), плотность населения составляет 595 чел./км². Занимает площадь 3,53 км². Почтовый индекс — 80030. Телефонный код — 081.
Покровителями коммуны почитаются святые врачи безмездные, бессребреники Косма и Дамиан. Праздник ежегодно празднуется 26 сентября.